# Antonio Cortinovis
Antonio Cortinovis (ur. 7 listopada 1885 w Costa di Serina; zm. 10 kwietnia 1984 w Bergamo) – włoski kapucyn, brat zakonny, Czcigodny Sługa Boży Kościoła katolickiego.

## Życiorys
Urodził się 7 listopada 1885 roku. W dniu 29 lipca 1908 roku otrzymał kapucyński habit i otrzymał imię zakonne Cecilio Maria. Rozpoczął nowicjat w Lovere. Swoje życie poświęcił ubogim i chorym. Zmarł mając 98 lat w opinii świętości. Został pochowany w Mediolanie.
6 marca 2018 papież Franciszek zatwierdził dekret o heroiczności jego cnót. Obecnie trwa jego proces beatyfikacyjny.